# Martin Havlát
Martin Havlát, född 19 april 1981, är en tjeckisk före detta professionell ishockeyspelare som spelade 14 säsonger i National Hockey League (NHL) från 2000 till 2016. Han draftades av Ottawa Senators i första rundan som 26:e spelare totalt vid NHL Entry Draft 1999
Martin Havlat var en duktig offensiv högerforward som också kunde spela som vänsterforward. Han var en snabb och explosiv skridskoåkare och målskytt med en bra balans. Samtidigt var han också en bra defensiv hockeyspelare, han var duktig i en-mot-en situationer och kunde ibland spela som en tvåvägsspelare. På grund av att han spelade lite tuffare än han var stor hade Havlat en högre skadefrekvens än normalt.

## Spelarkarriär
Martin Havlat debuterade säsongen 2000–01 i Ottawa Senators. Han noterade 19 mål och 42 poäng på 73 matcher och blev nominerad till Calder Memorial Trophy men vann den inte. Skadeproblemen började redan i de tidiga NHL-åren för Havlat och många av säsongerna i Ottawa fulländades inte. Hans bästa säsong blev den 2003–04 då han noterades för 31 mål och 68 poäng på 68 matcher. De 31 målen han gjorde under den här säsongen är fortfarande hans högsta noterade målproduktion.
Efter fem säsonger i Ottawa kände Havlat att han behövde ett miljöombyte, han ville prova marknaden och se vilka erbjudande han fick. Ottawa passade då på att byta bort Havlat tillsammans med Bryan Smolinski i en 3-vägsbytesaffär med Chicago Blackhawks och San Jose Sharks. Ottawa fick Tom Preissing och Josh Hennessy, Sharks fick Mark Bell, medan Havlat och Smolinski hamnade i Blackhawks. 
I Blackhawks skulle Havlat bli en av laget största stjärnor. Men hans skadebekymmer förföljde honom till hans nya klubb. Under säsongen 2007–08 spelade han enbart 35 matcher. Säsongen därpå skulle dock Havlat få vara helt skadefri, på 81 matcher lyckades Havlat få ihop 21 mål och 77 poäng vilket idag fortfarande är hans personbästa. I slutspelet gick det också bra, han spelade 16 matcher och gjorde 15 poäng när Blackhawks lyckades ta sig hela vägen till semifinal, där Detroit Red Wings dock blev för svåra för Blackhawks. Havlat skulle också råka ut för en ny skada då han tacklades av Detroit backen Niklas Kronwall.
Efter den framgångsrika säsongen 2008–09 fick bara Havlat ett erbjudande om ett ettårskontrakt från Blackhawks. Något han inte ville ha, så 2 juli 2009 skrev han på ett sex-årskontrakt med Minnesota Wild. Samtidigt skrev Blackahawks ett tolv-årskontrakt med den slovakiske storstjärnan Marián Hossa. Den första tiden i Wild skulle inte bli så lyckosam för Havlat då han inte levde upp till de krav hans kontrakt krävde. Men redan under den andra i säsongen i Wild noteras Havlat för 22 mål och 62 poäng på 78 matcher.
Det blev bara två säsonger i Wild för Havlat. 4 juli 2011 valde San Jose Sharks att byta till sig honom i utbyte mot storstjärnan Dany Heatley. Sharks General Manager Doug Wilson kommenterade byte med orden "Marty är en spelare vi har varit intresserade av länge. Han kan spela både vänster- och högerforward och bidrar med kreativitet och snabbhet till våra två toppformationer. Vi är entusiastiska över den mångsidighet som han tillför vår laguppställning".
I februari 2017 meddelade Havlat officiellt att han avslutar sin karriär som spelare.
Han hade vid det laget inte spelat någon match sedan 2015.

## Statistik

### Klubbkarriär
| 1997–98    | HC Ytong Brno            | CZE U18    | 27  | 29  | 26  | 55  | —   | —  | —  | —  | —  | —  |
| 1997–98    | HC Ytong Brno            | CZE U20    | 5   | 9   | 3   | 12  | —   | —  | —  | —  | —  | —  |
| 1998–99    | HC Železárny Třinec      | CZE U20    | 31  | 28  | 23  | 51  | —   | —  | —  | —  | —  | —  |
| 1998–99    | HC Oceláři Třinec        | CZE        | 24  | 2   | 3   | 5   | 4   | 8  | 0  | 0  | 0  | 2  |
| 1999–00    | HC Oceláři Třinec        | CZE        | 46  | 13  | 29  | 42  | 42  | —  | —  | —  | —  | —  |
| 2000–01    | Ottawa Senators          | NHL        | 73  | 19  | 23  | 42  | 20  | 4  | 0  | 0  | 0  | 2  |
| 2001–02    | Ottawa Senators          | NHL        | 72  | 22  | 28  | 50  | 66  | 12 | 2  | 5  | 7  | 14 |
| 2002–03    | Ottawa Senators          | NHL        | 67  | 24  | 35  | 59  | 30  | 18 | 5  | 6  | 11 | 14 |
| 2003–04    | Ottawa Senators          | NHL        | 68  | 31  | 37  | 68  | 46  | 7  | 0  | 3  | 3  | 2  |
| 2003–04    | HC Sparta Praha          | CZE        | 5   | 1   | 3   | 4   | 8   | —  | —  | —  | —  | —  |
| 2004–05    | Znojemsti Excalibur Orli | CZE        | 12  | 10  | 4   | 14  | 16  | 10 | 7  | 6  | 13 | 4  |
| 2004–05    | HC Dynamo Moscow         | RSL        | 10  | 2   | 0   | 2   | 14  | —  | —  | —  | —  | —  |
| 2004–05    | HC Sparta Praha          | CZE        | 9   | 5   | 4   | 9   | 37  | 5  | 0  | 0  | 0  | 20 |
| 2005–06    | Ottawa Senators          | NHL        | 18  | 9   | 7   | 16  | 4   | 10 | 7  | 6  | 13 | 4  |
| 2006–07    | Chicago Blackhawks       | NHL        | 56  | 25  | 32  | 57  | 28  | —  | —  | —  | —  | —  |
| 2007–08    | Chicago Blackhawks       | NHL        | 35  | 10  | 17  | 27  | 22  | —  | —  | —  | —  | —  |
| 2008–09    | Chicago Blackhawks       | NHL        | 81  | 29  | 48  | 77  | 30  | 16 | 5  | 10 | 15 | 8  |
| 2009–10    | Minnesota Wild           | NHL        | 73  | 18  | 36  | 54  | 34  | —  | —  | —  | —  | —  |
| 2010–11    | Minnesota Wild           | NHL        | 78  | 22  | 40  | 62  | 52  | —  | —  | —  | —  | —  |
| 2011–12    | San Jose Sharks          | NHL        | 39  | 7   | 20  | 27  | 22  | 5  | 2  | 1  | 3  | 8  |
| 2012–13    | San Jose Sharks          | NHL        | 40  | 8   | 10  | 18  | 30  | 2  | 0  | 0  | 0  | 0  |
| 2013–14    | San Jose Sharks          | NHL        | 48  | 12  | 10  | 22  | 10  | 1  | 0  | 0  | 0  | 0  |
| 2014–15    | New Jersey Devils        | NHL        | 40  | 5   | 9   | 14  | 10  | —  | —  | —  | —  | —  |
| 2015–16    | St. Louis Blues          | NHL        | 2   | 1   | 0   | 1   | 0   | —  | —  | —  | —  | —  |
| ELH totalt | ELH totalt               | ELH totalt | 96  | 31  | 43  | 74  | 107 | 23 | 7  | 6  | 13 | 26 |
| NHL totalt | NHL totalt               | NHL totalt | 790 | 242 | 352 | 594 | 404 | 75 | 21 | 31 | 52 | 52 |

### Internationellt
| År            | Lag           | Turnering     | Resultat      |    | Matcher | Mål | Assists | Poäng | Utv |
| ------------- | ------------- | ------------- | ------------- | -- | ------- | --- | ------- | ----- | --- |
| 1999          | Tjeckien      | U18-VM        | 5:a           | 6  | 2       | 4   | 6       | 8     |     |
| 2000          | Tjeckien      | JVM           | 1             | 7  | 3       | 2   | 5       | 4     |     |
| 2000          | Tjeckien      | VM            | 1             | 9  | 2       | 1   | 3       | 2     |     |
| 2002          | Tjeckien      | OS            | 7:a           | 4  | 3       | 1   | 4       | 27    |     |
| 2004          | Tjeckien      | WCH           | 3             | 5  | 3       | 3   | 6       | 2     |     |
| 2004          | Tjeckien      | VM            | 5:a           | 3  | 0       | 0   | 0       | 4     |     |
| 2010          | Tjeckien      | OS            | 7:a           | 5  | 0       | 2   | 2       | 0     |     |
| 2011          | Tjeckien      | VM            | 3             | 6  | 2       | 4   | 6       | 4     |     |
| Junior totalt | Junior totalt | Junior totalt | Junior totalt | 13 | 5       | 6   | 11      | 12    |     |
| Senior totalt | Senior totalt | Senior totalt | Senior totalt | 32 | 10      | 11  | 21      | 39    |     |